# 덕은초등학교
덕은초등학교는 대한민국 경기도 고양시 화전동에 있는 공립 초등학교이다.

## 학교 연혁
- 1936년 4월 18일 신도공립보통학교 부설 덕은간이학교로 개교
- 1944년 4월 1일 덕은 공립 국민학교로 승격, 초대 이강진 교장 취임
- 1973년 3월 1일 덕양중학교 건물 12개교실 인수 현위치 이전
- 1980년 3월 1일 덕은초등학교로 교명 변경
- 1981년 3월 30일 유치원 1학급 인가
- 2012년 9월 1일 제21대 안상문 교장 취임
- 2014년 3월 1일 덕은초등학교 9학급(특수학급포함), 병설유치원 1학급(장미반)
- 2015년 2월 13일 제68회 졸업식
- 2026년 4월 18일 개교 80주년

## 참고 자료
- 덕은초등학교 - 한국교육학술정보원 학교알리미